# Soulangy
Soulangy település Franciaországban, Calvados megyében. Lakosainak száma 250 fő (2022. január 1.). Soulangy Bons-Tassilly, Épaney, Olendon, Saint-Pierre-Canivet és Villers-Canivet községekkel határos.

## Népesség
A település népessége az elmúlt években az alábbi módon változott:
| Lakosok száma | 159  | 230  | 248  | 263  | 256  | 251  | 255  | 254  | 252  | 250  |
|               | 1968 | 1982 | 1990 | 2006 | 2013 | 2015 | 2017 | 2019 | 2020 | 2022 |